# Philorene texturata
Philorene texturata är en snäckart som beskrevs av Oliver 1915. Philorene texturata ingår i släktet Philorene och familjen Skeneidae. Inga underarter finns listade i Catalogue of Life.